# Sycophila
Sycophila är ett släkte av steklar som beskrevs av Walker 1871. Sycophila ingår i familjen kragglanssteklar.

## Bildgalleri

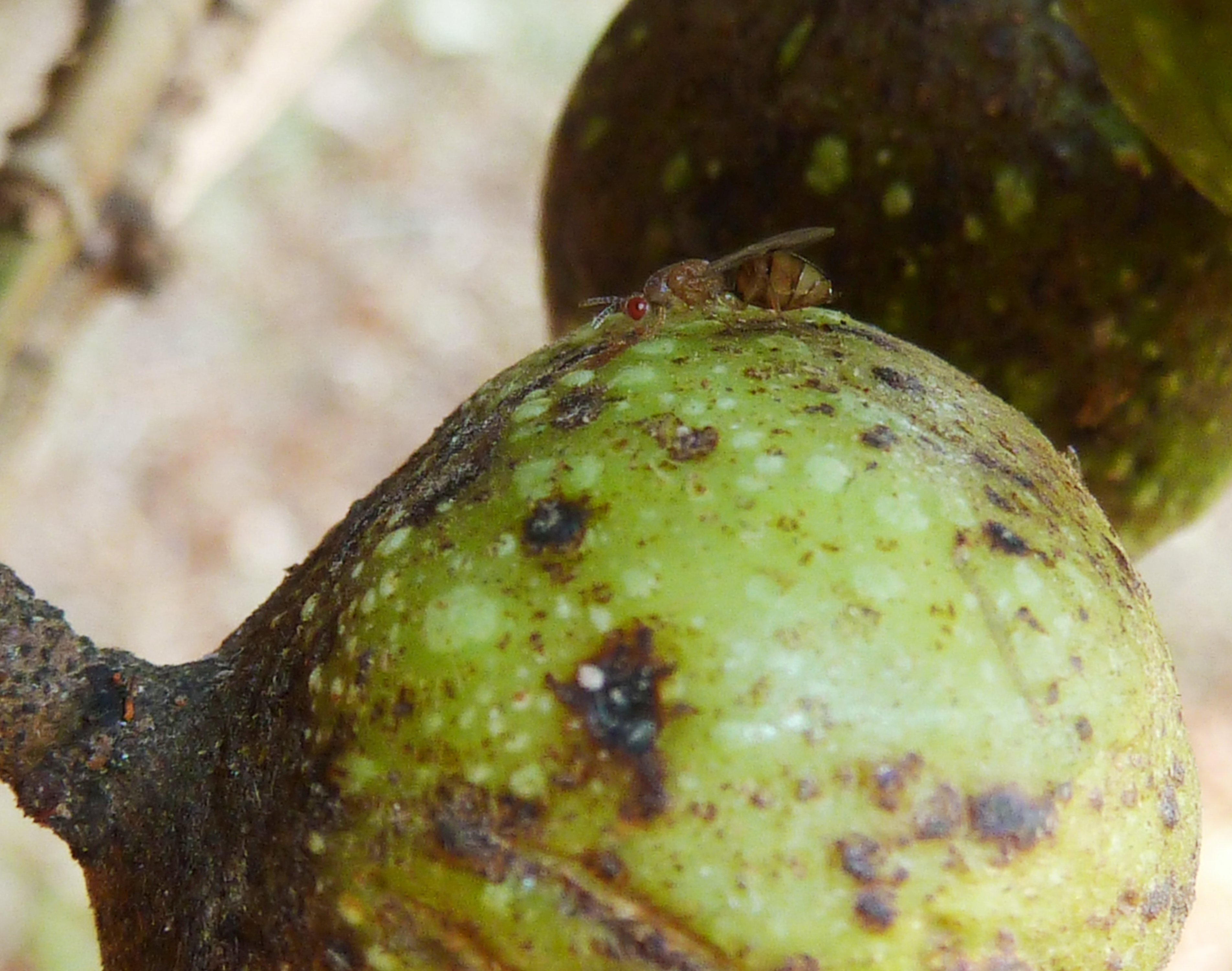
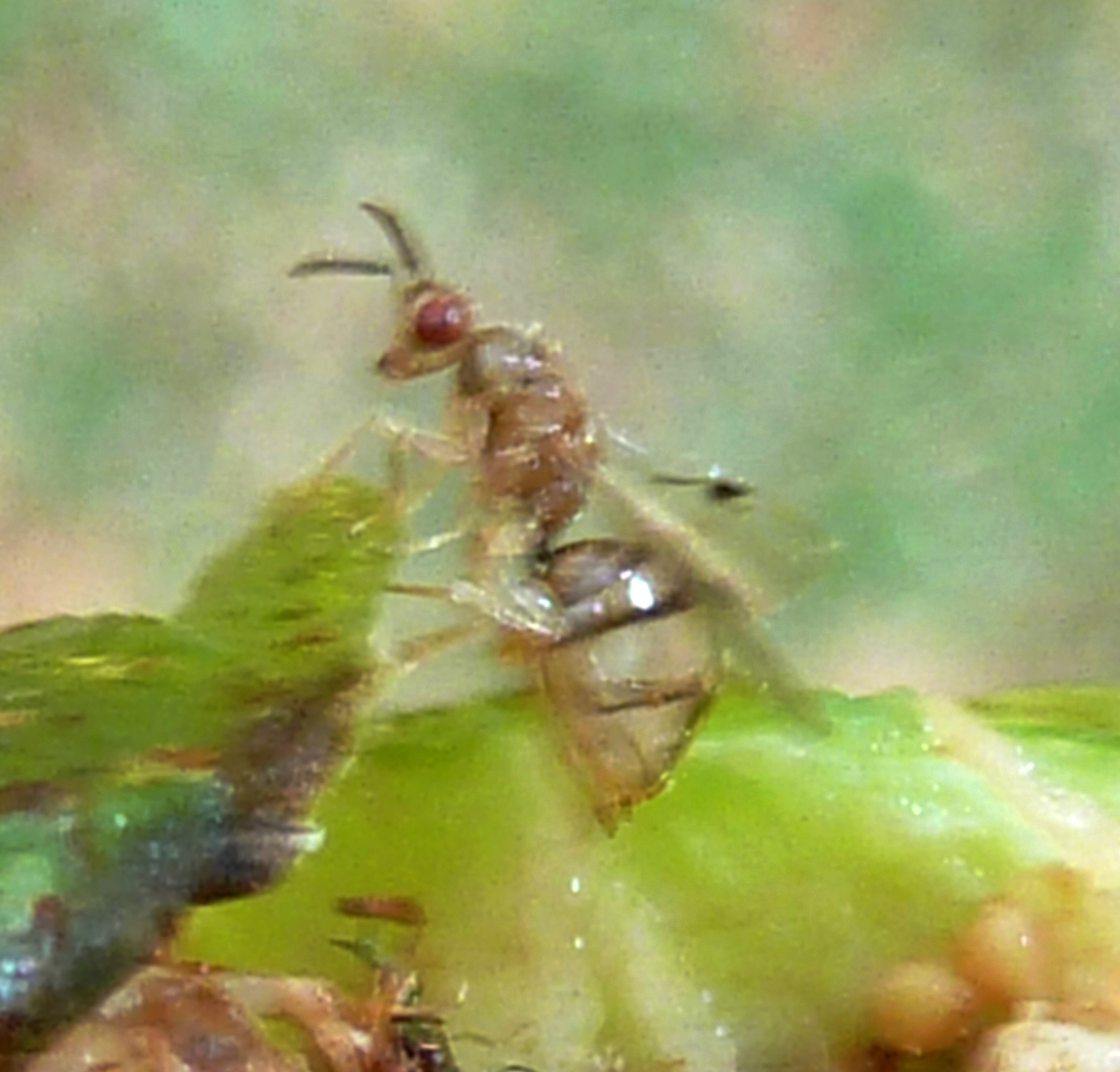
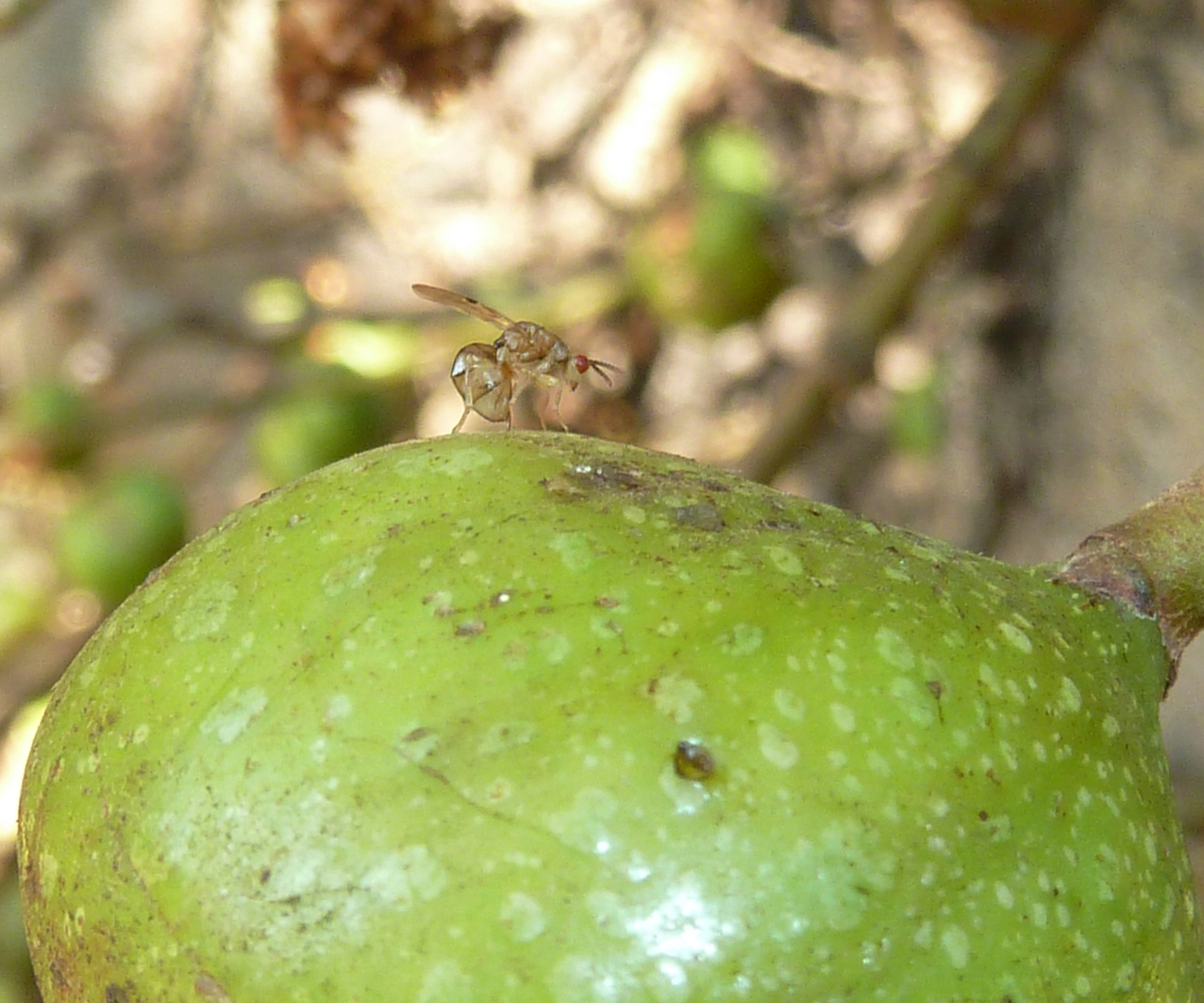
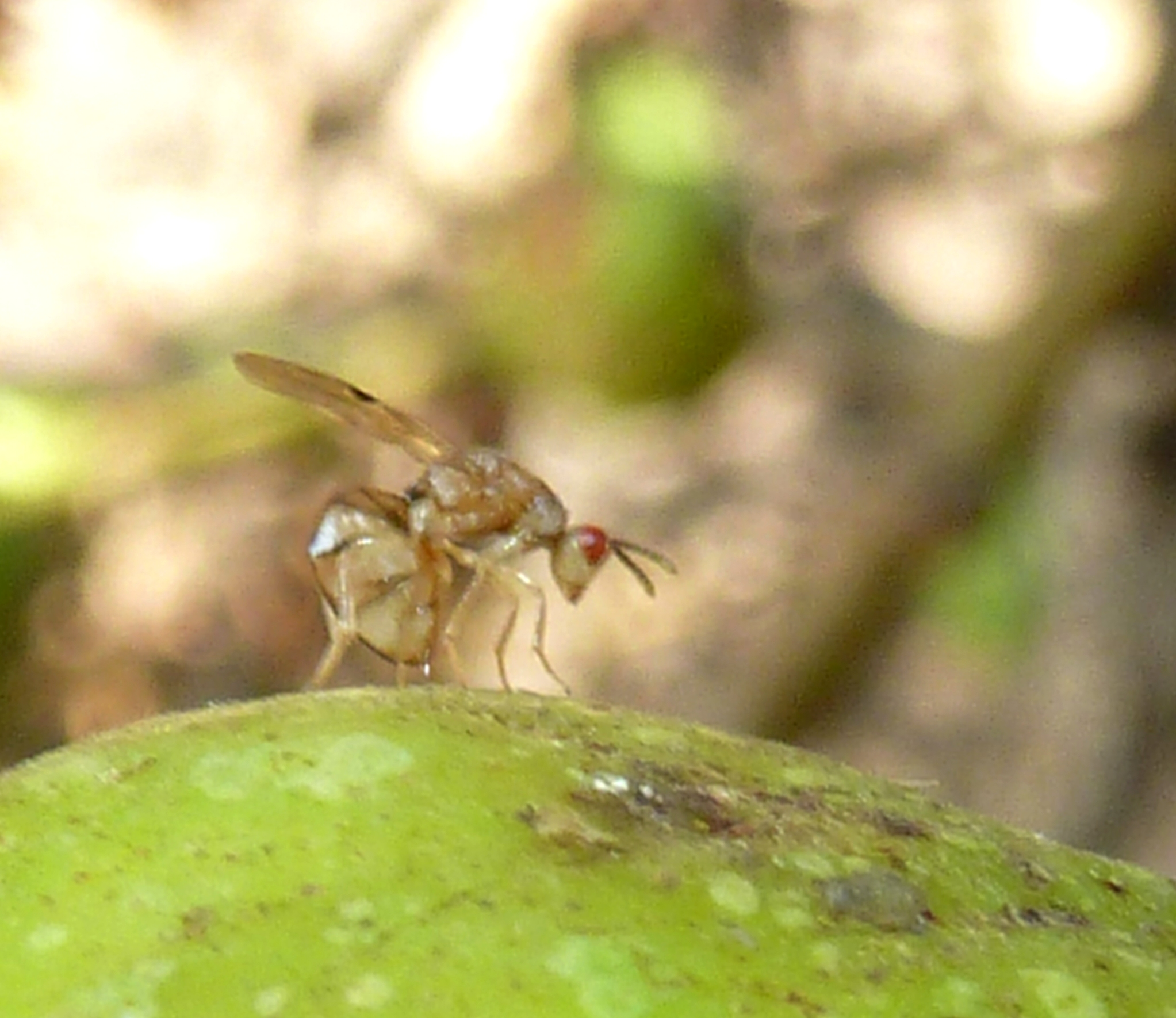
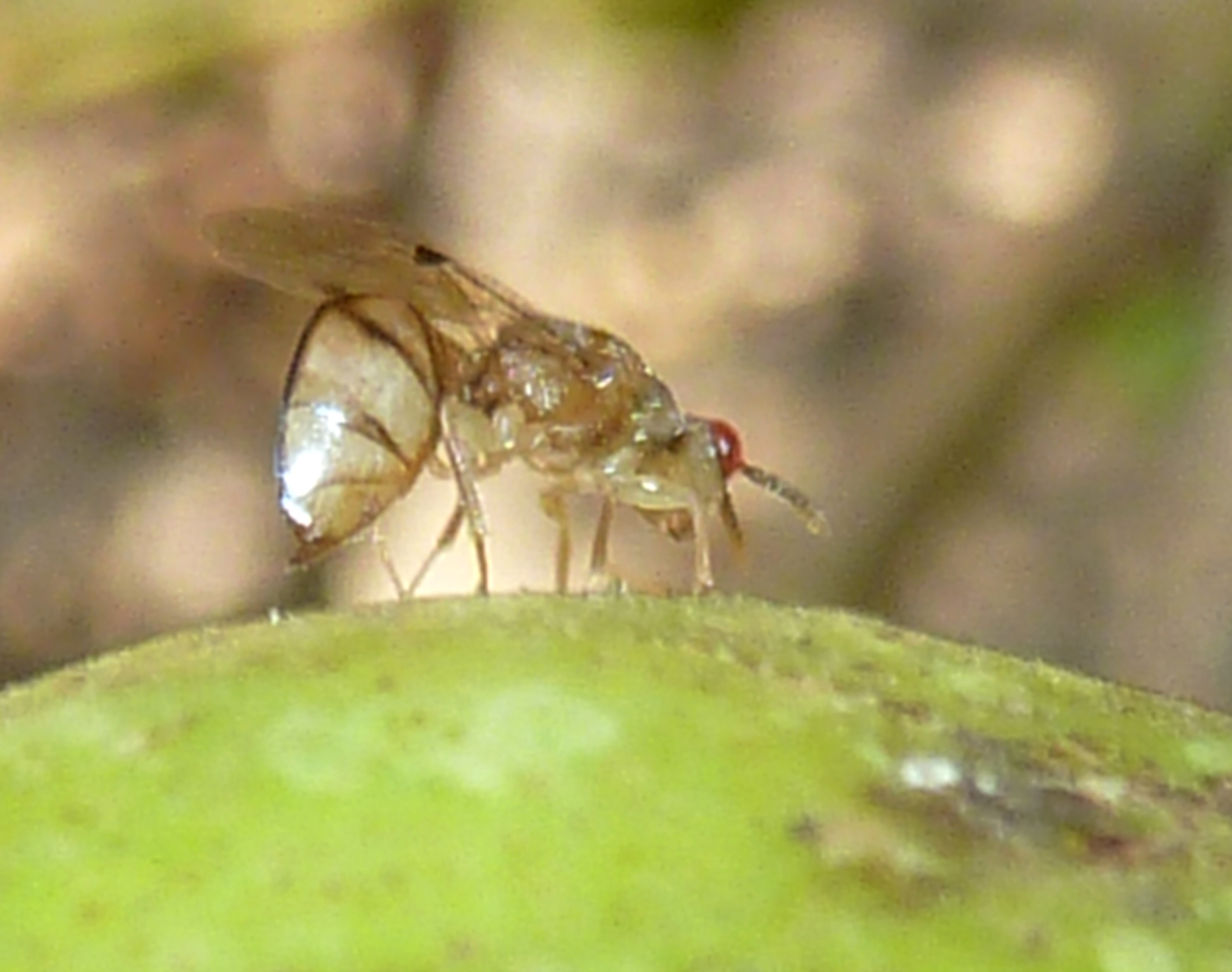
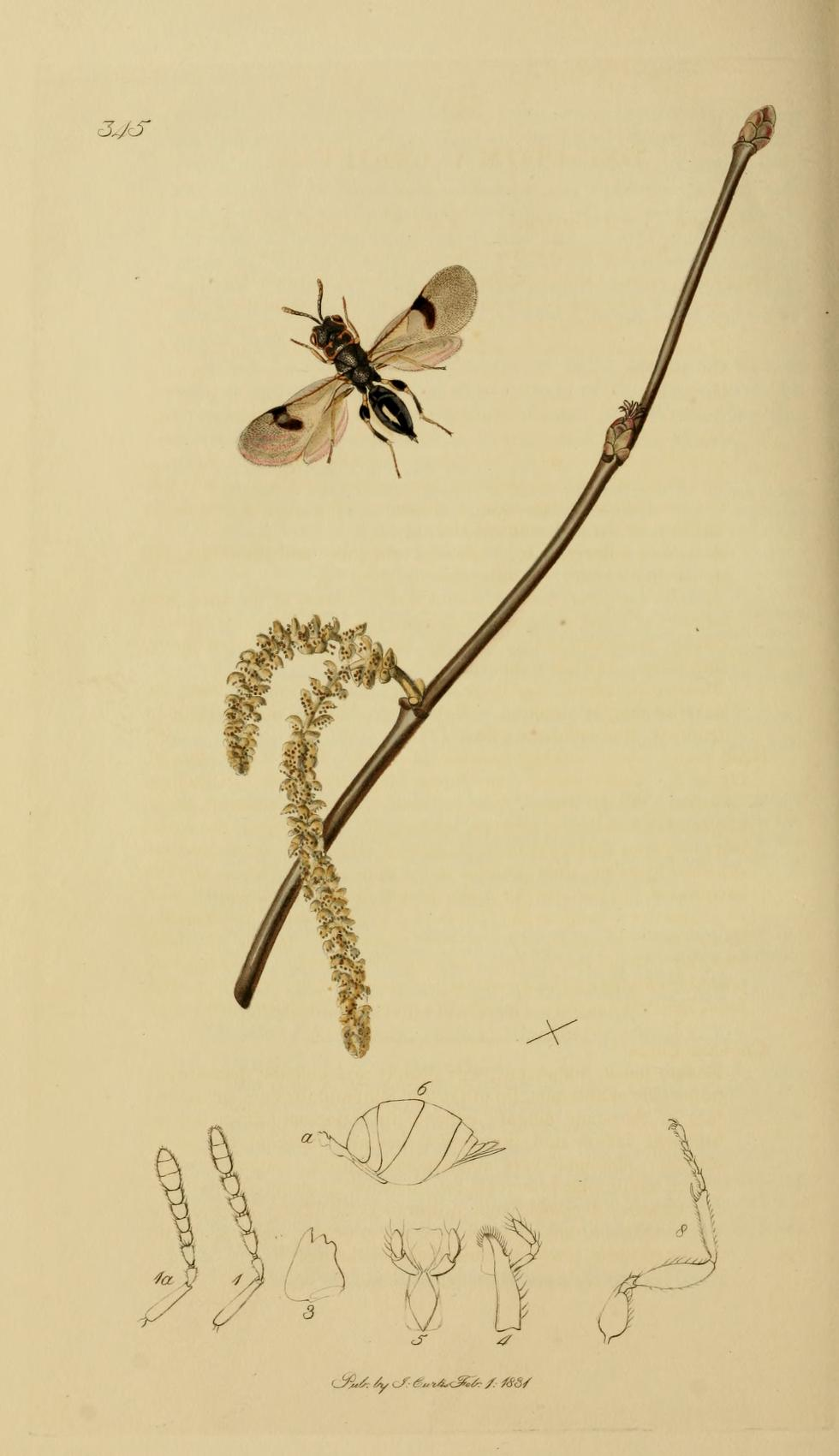

## Dottertaxa tillSycophila, i alfabetisk ordning[1][2]
- Sycophila aethiopica
- Sycophila benghalensis
- Sycophila biguttata
- Sycophila binotata
- Sycophila cassinopsisi
- Sycophila chaliyarensis
- Sycophila compacta
- Sycophila concinna
- Sycophila coorgensis
- Sycophila couridae
- Sycophila curta
- Sycophila decatoma
- Sycophila decatomoides
- Sycophila deobanensis
- Sycophila dharwarensis
- Sycophila dubia
- Sycophila fasciata
- Sycophila feralis
- Sycophila fici
- Sycophila flava
- Sycophila flaviclava
- Sycophila flavicollis
- Sycophila floribundae
- Sycophila fulva
- Sycophila hayati
- Sycophila henryi
- Sycophila hilla
- Sycophila iracemae
- Sycophila justitia
- Sycophila karnatakensis
- Sycophila kestraneura
- Sycophila kokila
- Sycophila kollimaliana
- Sycophila maculifacies
- Sycophila megastigmoides
- Sycophila mellea
- Sycophila modesta
- Sycophila mukerjeei
- Sycophila naso
- Sycophila nigrofasciata
- Sycophila oretilia
- Sycophila pallidicornis
- Sycophila paucipunctata
- Sycophila persephone
- Sycophila peterseni
- Sycophila petiolata
- Sycophila pigra
- Sycophila pilosa
- Sycophila punctum
- Sycophila punensis
- Sycophila robusta
- Sycophila ruandensis
- Sycophila rubra
- Sycophila scorzonerae
- Sycophila sessilis
- Sycophila sidnica
- Sycophila siphonodoni
- Sycophila submutica
- Sycophila taprobanica
- Sycophila townesi
- Sycophila vacciniicola
- Sycophila variegata
- Sycophila xiphigaster